# Воеводы перновские
Воевода перновский — государственная должность заместителя короля и великого князя в Перновском воеводстве, общем владении Великого Княжества Литовского и Королевства Польского. Заседал в Сенате Речи Посполитой. Должность создана в 1598 году вместо Президента перновского. В 1629 году территория Перновского воеводства перешла к Швеции, и должность стала номинальной. По итогам  Оливского мира Перновское воеводство упразднено и воеводы более не назначались, однако последний воевода сохранял титул до своей смерти.
| Воеводы парнавские             | Воеводы парнавские          | Воеводы парнавские                     | Воеводы парнавские                                              |
| Личность                       | Дата вступления в должность | Дата прекращения полномочий или смерти | Примечания                                                      |
| ------------------------------ | --------------------------- | -------------------------------------- | --------------------------------------------------------------- |
| Матвей Дембинский              | 1598                        | 1602                                   | 1590-1598 Президент перновский. Поступил на Венденского воеводу |
| Теодор Денгоф                  | 1617                        | 1620                                   | Поступил на Венедского воеводу                                  |
| Ефим Торнавский                | 1620                        | 1627                                   | Поступил на Венедского воеводу                                  |
| Пётр Тризна                    | 1628                        | 1633                                   | Умер                                                            |
| Константин Полубинский         | 1633                        | 1640                                   | Умер                                                            |
| Эрнест Магнус Денгоф           | декабрь 1640                | июнь 1642                              | Умер                                                            |
| Ян Завадский                   | 1642                        | 1644                                   |                                                                 |
| Юрий Храптович                 | 1645                        | 1646                                   | Поступил на Новогрудского воеводу                               |
| Генрик Денгоф                  | 1646                        | 1659                                   | Умер                                                            |
| Станислав Кароль Конецпольский | 1660                        | до 1676                                | Умер                                                            |